# Нконгсамба
Нконгса́мба (фр. Nkongsamba) — город на юге Камеруна, в Прибрежном регионе, центр департамента Мунго. Население 115 тыс. человек (данные 2001 года).

## География
Город Нконгсамба расположен в 145 километрах к северу от Дуалы, в 370 километрах к северо-западу от Яунде, на берегу реки Нгам. Город находится на 7 холмах, окружённый тремя горами: Маненгуба (высотой 2396 метров), Нлонако (высотой 1825 метров) и Купе. По мнению местных жителей, в горах проживают духи — хранители.
Нконгсамба — важнейший транспортный центр, находится на пересечении нескольких автомобильных дорог (в том числе в города Дуала и Бафусам), связан железной дорогой с городами Дуала, Мбанга и Кумба. Имеет аэропорт.

## История
Основан в 1912 году как конечный пункт 159-километровой железной дороги из Дуалы. Немцы проложили дорогу для развития сельского хозяйства в регионе, провели в город телеграфную линию. В соответствии с их планами Нконгсамба должен был стать промежуточным пунктом дороги, строительство которой должно было продолжаться дальше, на север. Но уже в 1914 году с началом Первой мировой войны Нконгсамба оказался в руках англичан, а в 1916 году город переходит под французское управление. В 1923 году быстро растущий город становится административным центром, потеснив соседний город Буэа.

## Население
Нконгсамба — многонациональный город. Среди основных этнических групп наиболее многочисленными являются мбо, бамилеке, тикар, фульбе, водабе (бороро).
| Численность населения по годам (тыс. чел.) |      |      |       |       |       |
| Дата оценки или переписи                   | 1970 | 1987 | 1998  | 2001  | 2005  |
| Численность населения                      | 50,0 | 85,4 | 104,9 | 110,6 | 115,0 |

## Экономика
Нконгсамба — центр сельскохозяйственного, весьма плодородного района, главная культура — кофе. Занятость в кофейной отрасли носит сезонный характер, в межсезонье жители занимаются выращиванием какао, перца, бананов и ананасов, производством пальмового масла и другими видами деятельности. Город имеет пивоваренный завод.

## Образование и наука
Нконгсамба — важный образовательный центр региона. Лицей Маненгуба и колледж святой Жанны д’Арк известны на весь Камерун. Нконгсамба — первый провинциальный город Камеруна, в котором появилась педагогическая школа. В городе даже есть сельскохозяйственный научно-исследовательский институт.

## Религия
В Нконгсамбе находится центр католической епархии.

## Достопримечательности
- Водопад Эком с двумя струями, расположенный в 30 километрах к северу от города. Высота водопада — 80 метров. Рядом с водопадом проходили съёмки фильма «Грейстоук: Легенда о Тарзане» с Кристофером Ламбертом в главной роли.[4]
- Горный массив Маненгуба в 15 километрах к северо-востоку от города, состоящий из нескольких потухших вулканов. Горный массив является частью Камерунских гор, расположенных на западе Камеруна. У подножия массива проживают земледельцы, более высокая местность — район проживания скотоводов (фульбе). Туристов привлекают два кратерных озера с водой голубого и зелёного цвета. Жители считают, что голубое озеро символизирует мужское начало, а зелёное — женское.[4]

## Уроженцы города
- Даниэль Камва (родился в 1943) — кинорежиссёр, актёр, сценарист и драматург, участник XII Московского кинофестиваля в 1981 году.